# Аркејдија (Калифорнија)
Аркејдија (енгл. Arcadia) град је у америчкој савезној држави Калифорнија. По попису становништва из 2010. у њему је живело 56.364 становника.

## Демографија
Према попису становништва из 2010. у граду је живело 56.364 становника, што је 3.310 (6,2%) становника више него 2000. године.
| Група             | 2000.          | 2010.          |
| Белци             | 21.259 (40,1%) | 14.467 (25,7%) |
| Афроамериканци    | 601 (1,1%)     | 681 (1,2%)     |
| Азијати           | 24.091 (45,4%) | 33.353 (59,2%) |
| Хиспаноамериканци | 5.629 (10,6%)  | 6.799 (12,1%)  |
| Укупно            | 53.054         | 56.364         |